# Jacaranda puberula
El caroba (Jacaranda puberula)  es una especie de bignoniácea arbórea del género Jacaranda, sección Dilobos Endl. (1839). Habita en áreas cálidas del centro de Sudamérica.

## Distribución y hábitat
Este árbol se distribuye en el este del Brasil, en los estados de: Goiás, Distrito Federal, Ceará, Pernambuco, Bahía, Espírito Santo, Minas Gerais, Río de Janeiro, São Paulo, Paraná, Santa Catarina y Río Grande del Sur, el este del Paraguay en los departamentos de: Alto Paraná, Amambay y Guairá, y en el nordeste de la Argentina, en el sector nordeste de la mesopotamia de dicho país, en las provincias de Misiones y Corrientes —en el nordeste—. Habita en selvas subtropicales y tropicales en altitudes situadas desde el nivel del mar hasta 1300 m s. n. m..
En razón de su notable floración lila es empleado como un árbol urbano. Su corteza es utilizada para limpiar y curar heridas. La madera, en virtud de su veteado, es adecuada para la fabricación de muebles.

## Descripción
Esta especie adquiere porte arbóreo o de arbolito, con fuste recto y hojas compuestas. Florece en primavera; su copa se cubre de flores, las cuales tienen tonos que van desde el rosado, al lila o púrpura, según el ejemplar. El fruto es una sámara redondeada y achatada, que al madurar se seca y abre, liberando multitud de semillas aladas las que son dispersadas por el viento.

## Taxonomía
Este jacarandá fue descrito originalmente en el año 1832 por el botánico suizo Alphonse Louis Pierre Pyramus de Candolle.
El ejemplar tipo fue colectado en 1839 por el médico, naturalista, botánico y antropólogo alemán Carl Friedrich Philipp von Martius. El propio Martius lo reclasificó  en el año 1845. El lectotipo tipo fue designado por Osterr Morawetz, el cual lleva la localidad de: Cuiabá Mato Grosso, Brasil.